# Rudolph August Schubart

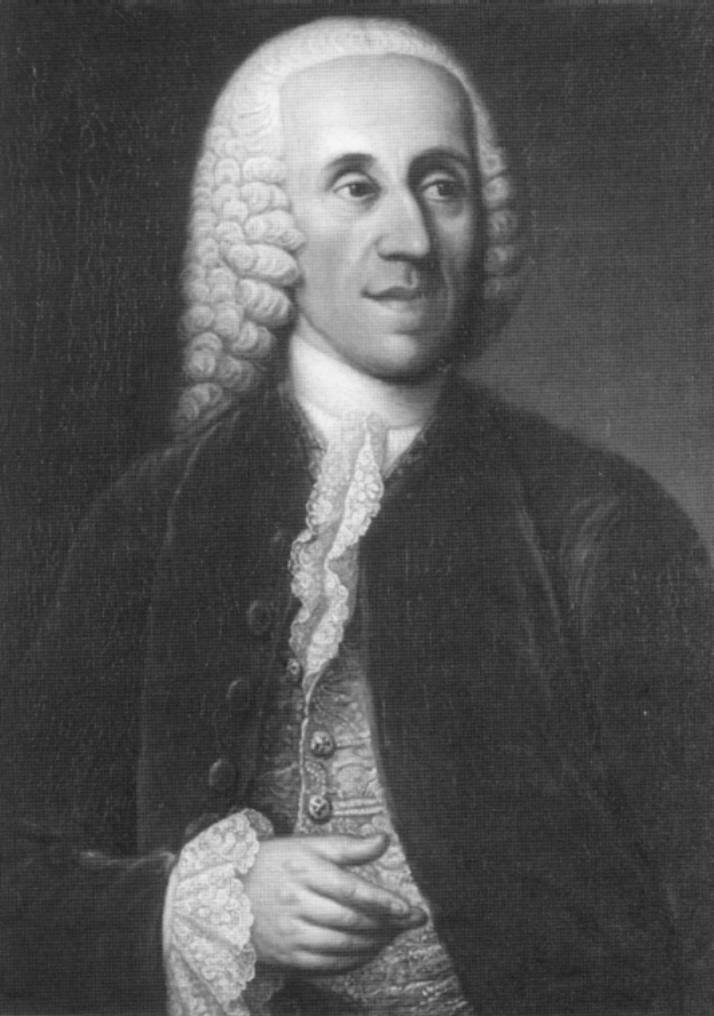
Rudolph August Schubart. Gemälde von Elias Gottlob Haußmann (1760).

Rudolph August Schubart (* 26. Oktober 1694 in Leipzig; † 27. Oktober 1770 ebenda) war ein kursächsischer Jurist und zwischen 1761 und 1769 insgesamt fünfmal Bürgermeister der Stadt Leipzig.

## Werdegang
Der Sohn des Königlich Preußischen Commerzienrats Johann August Schubart studierte nach dem Abschluss seiner schulischen Ausbildung Rechtswissenschaften. Der zum Dr. iur. promovierte Schubart wurde 1742 zum Ratsherrn in Leipzig ernannt. 1750 wurde er Stadtrichter und 1758 Proconsul. In den Jahren 1761, 1764, 1766, 1768 und 1769 war Schubart Bürgermeister der Stadt Leipzig. 
Schubart war Kaiserlicher Hofpfalzgraf sowie Kurfürstlicher Hof- und Justizrat und Besitzer des Ritterguts Zweinaundorf.